# 122P/de Vico
La comète de Vico, officiellement 122P/de Vico, est une comète périodique du système solaire, découverte le 20 février 1846 par Francesco de Vico à l'observatoire du Collège Romain à Rome en Italie.
Elle a été redécouverte le 17 septembre 1995 par Syogo Utsunomiya, Yuji Nakamura et Masaaki Tanaka.

## Dans les arts
La comète sert de base à l'intrigue du téléfilm Journey Back to Christmas (2016) de Mel Damski.